# Anabarilius liui
Anabarilius liui är en fiskart som först beskrevs av Chang, 1944.  Anabarilius liui ingår i släktet Anabarilius och familjen karpfiskar.

## Underarter
Arten delas in i följande underarter:
- A. l. yiliangensis
- A. l. liui
- A. l. chenghaiensis
- A. l. yalongensis